# NGC 6791
NGC 6791 là tên của một cụm sao mở nằm trong chòm sao Thiên Cầm. Nó được nhà thiên văn học người Đức Friedrich August Theodor Winnecke phát hiện vào năm 1853. Tuổi của nó là 8 tỉ năm và tỉ lệ lượng sắt với hdro của nó là gấp đôi mặt trời (tức là độ kim loại gấp đôi mặt trời). Nó là một trong những cụm sao già cỗi và có nhiều kim loại nhất trong Ngân Hà. Mặt độ các ngôi sao của nó cao một cách bất thường, do đó nó là một trong các lí do khiến nó là một trong những cụm sao được nghiên cứu nhiều nhất trên bầu trời.
Những nhóm sao lùn trắng trong cụm sao này thì 6 tỉ năm tuổi, nhóm khác thì 4 tỉ năm tuổi. Tuổi của các ngôi sao của cụm sao này thì không đồng nhất với nhau, do vậy để giải quyết vấn đề tuổi của nó thì các nhà nghiên cứu đã lấy tuổi của những ngôi sao bình thường trong cụm là 8 tỉ năm làm tuổi của cụm sao này.
Tháng 3 năm 2009, NASA đã phóng lên một tàu vũ trụ Kepler. Con tàu này thực hiện nhiệm vụ là khám phá các hành tinh ngoài hệ mặt trời bằng phương pháp dịch chuyển từ quỹ đạo mặt trời. Tháng 4 năm 2009, những bức ảnh đầu tiên của NGC 6791 cho thấy nó là một trong hai thiên thể nổi bật nhất trong loạt ảnh ấy.
Kepler-19 được phát hiện dựa trên các dữ liệu thu thập được từ tàu Kepler. Nó nằm cách NGC 6791 5' về hướng tây bắc . Nhưng là có chuyển động khác hẳn với cụm sao này nên nó không liên quan gì đến cụm sao này.

## Dữ liệu hiện tại
Theo như quan sát, đây là cụm sao nằm trong chòm sao Thiên Cầm và dưới đây là một số dữ liệu khác:
Xích kinh 19h 20m 53s
Độ nghiêng +37° 46.3′
Giá trị dịch chuyển đỏ
Cấp sao biểu kiến +9.5
Kích thước biểu kiến 16'